# Ecuador: de Banana Republic a la No República
Ecuador: de Banana Republic a la No República es un libro de no ficción del expresidente ecuatoriano Rafael Correa, publicado en 2009 por la editorial Random House. La obra reúne una serie de artículos académicos escritos por Correa durante más de una década en que realiza una crítica al neoliberalismo y analiza la evolución de la economía en Ecuador desde 1979, pasando de ser lo que Correa califica como una república bananera a su posterior descalabro económico.
El libro fue un éxito en ventas y ha sido traducido al portugués, árabe y mandarín.
Correa presentó personalmente la obra en las Ferias Internacionales del Libro de Santiago de Chile, Cuba y Santo Domingo, eventos en los que Ecuador era país invitado.

## Análisis
El sociólogo argentino Atilio Borón lo calificó como libro profundo y muy bien escrito, refiriéndose además a la obra como "una lectura amena y sumamente instructiva". El político y economista dominicano Temístocles Montás, por su lado, alabó al libro por su carácter de "lúcida y sugerente crítica a la ideología neoliberal". También se mostró positivo a las propuestas del libro en torno a generar soluciones económicas regionales, como un banco latinoamericano y un fondo común de reservas, como métodos alternativos para disminuir la pobreza.